# Geschwister-Scholl-Gymnasium Daun

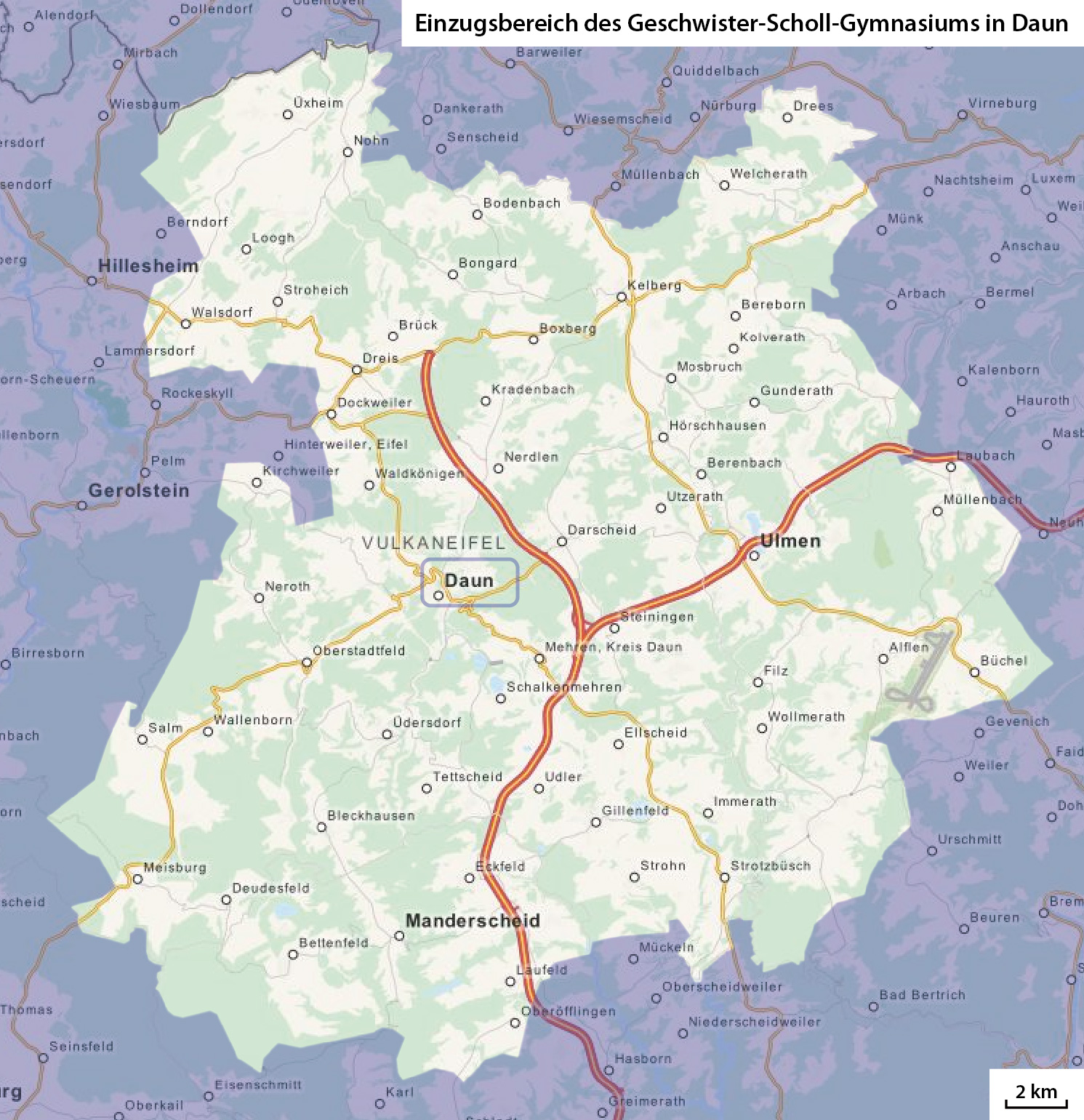
Karte des Einzugsbereichs des Gymnasiums

Das Geschwister-Scholl-Gymnasium (GSG) Daun ist eines von zwei staatlichen Gymnasien in der Kreisstadt Daun im Landkreis Vulkaneifel in Rheinland-Pfalz. Die Schule wurde 1962 gegründet. Namensgeber sind die durch ihre Mitgliedschaft in der Widerstandsgruppe gegen die Diktatur des Nationalsozialismus Weißen Rose bekannten Geschwister Scholl.
Das GSG ist ein traditionelles G9-Gymnasium ohne Ganztagsbetrieb. Im Schuljahr 2024/25 besuchten es etwa 630 Schüler.

## Geschichte
1962 wurde die Schule als Staatliches Neusprachliches Gymnasium eröffnet. Gründungsdirektor war Eberhard Pfeiffer. Zunächst wurden Räumlichkeiten des Aufbaugymnasiums Daun als Klassenräume verwendet. Zwischen 1964 und 1967 wurde ein eigenes Gebäude errichtet. 1967 besuchten 404 Schülerinnen und Schüler das Gymnasium. Die Umbenennung in „Geschwister-Scholl-Gymnasium“ erfolgte 1978.
Durch Umbaumaßnahmen in den Jahren 2008/2009 wurde das GSG durch einen Aufzug, einen Treppenlift und eine Behindertentoilette barrierefrei gestaltet. Ebenfalls im Rahmen dieser Umbaumaßnahmen musste der ursprüngliche Innenhof geopfert werden: Dort entstanden über drei Etagen zwei Computerlabore, zwei naturwissenschaftliche Fachräume, sechs Klassenräume und ein Lehrerzimmer.

## Bilingualer Unterricht
Bilingualer Unterricht wird von der Orientierungsstufe an praktiziert. Englischsprachiger Fachunterricht wird seit dem Schuljahr 2003/2004 in der 7. und 10. Klasse in Erdkunde sowie in der 8. und 9. Klasse in Geschichte angeboten. Teilnehmen können Schüler, die nach einem zweijährigen spielerischen Unterricht in der Unterstufe eine Prüfung ablegen und gemäß Lehrereinschätzung für diesen Unterricht geeignet sind. Dazu wird in der 7. Jahrgangsstufe eine Bili-Klasse gebildet. Der bilinguale Unterricht kann in der Oberstufe fortgesetzt werden. Nach einer mündlichen Prüfung wird am Ende der Schullaufbahn ein Zertifikat erteilt.

## Schüleraustausch
Seit 1980 bestehen Partnerschaften mit französischen Schulen, zunächst von 1980 bis 1999 mit dem Collège  „Les Belleries“ von Vineuil und ab 1999 mit dem Collège la Providence in Vendenheim bei Straßburg. Seit dem Schuljahr 2007/2008 besteht eine Partnerschaft mit der Oakwood Park Grammar School im südostenglischen Maidstone. Jährlich finden mehrtägige Austausche statt.

## Leseförderung
Im Mai 1982 wurde der Leseclub am GSG Daun gegründet. Wöchentlich treffen sich die Mitglieder dieser AG im Clubraum, um zusammen zu lesen, zu diskutieren, sich gegenseitig Bücher vorzustellen oder Aktionen vorzubereiten, die der Leseförderung der Mitschüler dienen. Ergänzt und getragen wird die Arbeit auch von den Lesescouts. Namhafte Autoren wie Jo Pestum, Andreas Schlüter, Martina Dierks, Ralf Kramp, Franziska Gehm und Ulrike Bliefert waren auf Einladung des Leseclubs zu Lesungen am GSG zu Gast.

## Sportliche Aktivitäten
Sowohl Jungen- als auch Mädchenmannschaften der Skilanglauf-AG nahmen mehrmals am Bundesfinale Skilanglauf teil. Außerdem sind Jugend trainiert für Olympia und andere Wettbewerbe der Sportarten Fußball, Handball, Volleyball, Leichtathletik, Judo, Triathlon und Mountainbike ein fester Bestandteil im sportlichen Schulleben. Es finden regelmäßig Veranstaltungen wie Lebensläufe, Erwerb des Sportabzeichens, Bundesjugendspiele, Streetballturnier oder ähnliche Turniere statt.

## Musik und Theater
Der Musik-Theater-AG gehören insgesamt etwa 100 Schüler an. Sie ist in drei Chöre unterteilt (Unter-, Mittel- und Oberstufenchor). Seit 1987 finden in regelmäßigen Abständen Veranstaltungen der Arbeitsgemeinschaft statt, in denen Schüler aller Klassenstufen in Chören, Sprechakten und als Solokünstler auftreten. Seit 1999 ist die AG Mitglied im Chorverband Rheinland-Pfalz.
Jazz-AG
Die Jazz-AG besteht aus drei Bands, die schon an mehreren Auftritten und Wettbewerben teilgenommen haben. Auf die Oberstufenband Swinging Sparks, die 2008 gegründet wurde, folgte die Mittelstufenband Jazz X-Press im Januar 2009 und im darauffolgenden Jahr die Jazzband der Unterstufe Unicorn. Im regionalen Wettbewerb schoolbandjam belegte die Jazz X-Press 2010 den ersten Platz. Die Band Unicorn belegte 2014 beim Landeswettbewerb von Jugend jazzt den ersten Platz in der Altersgruppe I.

## Streitschlichter
Durch die Mithilfe von Schülern und Lehrern als Streitschlichter werden schulische Konflikte konstruktiv und nachhaltig gelöst.

## Prävention
Die Sucht- und Gewaltprävention der Schule hat das Leitmotiv „Kinder und Jugendliche stark machen“. Seit mehreren Jahren werden in Zusammenarbeit mit der Polizei und den Jugendbeauftragten des Landkreises die Projekte und Programme PROPP (Programm zur Primär-Prävention), PIT (Prävention im Team), EASI (Erlebnis-Aktion-Spaß-Information) und ein Deeskalationstraining angeboten.

## Ehemalige Schüler
- Rudi Balling (* 1953), Genetiker
- Rainer Laupichler (* 1957), Schauspieler & Leiter Eifel-Kulturtage
- Sabine Röhl (1957–2012), ehemalige Landrätin des Landkreises Bad Dürkheim
- Thomas Leif (1959–2017), (Fernseh-)Journalist und Politologe
- Kai Gniffke (* 1960), Chefredakteur von ARD-aktuell[12]
- Marc Weis (* 1965), Videokünstler
- Holger Stolz (* 1975), Schauspieler
- Sven Voss (* 1976), Sportmoderator[13]
- Michael Schmitt (* 1983), Regisseur[14]